# Kullaån
Kullaån (ryska: Мертвица, Mertvitsa) är en flod i Ryssland som binder samman floderna Rosån och Luga.
Vid floden ligger byn Bolsjoje Kuzemkino och vid floden låg även tidigare byn Kullankylä.
Det tyska namnet för floden är Tode Narve medan det ryska är Mertvitsa. 
Hansan hade först förbjudit Tyska orden att handla direkt med Novgorod, men senare givit tillåtelse för handel mellan dessa parter vid Kullaån.
Kullaån bildade under mellankrigstiden gräns mellan Estland och Sovjetunionen.